# Swiss Indoors 2023 - Qualificazioni singolare
Le qualificazioni del singolare dello Swiss Indoors 2023 sono state un torneo di tennis preliminare per accedere alla fase finale della manifestazione. I vincitori dell'ultimo turno sono entrati di diritto nel tabellone principale. In caso di ritiro di uno o più giocatori aventi diritto a questi sono subentrati i Lucky loser, ossia i giocatori che hanno perso nell'ultimo turno ma che avevano una classifica più alta rispetto agli altri partecipanti che avevano comunque perso nel turno finale.

## Teste di serie
1. Christopher O'Connell (qualificato)
2. Jordan Thompson (ritirato)
3. Botic van de Zandschulp (qualificato)
4. Pedro Cachín (primo turno)

1. Thiago Seyboth Wild (ultimo turno, lucky loser)
2. Dominik Koepfer (ultimo turno)
3. Arthur Rinderknech (ultimo turno)
4. Aleksandr Ševčenko (qualificato)

## Qualificati
1. Christopher O'Connell
2. Benjamin Hassan

1. Botic van de Zandschulp
2. Aleksandr Ševčenko

### Lucky loser
1. Thiago Seyboth Wild

## Tabellone

### Legenda
| - Q = Qualificato - WC = Wild card - LL = Lucky loser | - ALT = Alternate - SE = Special Exempt - PR = Protected Ranking | - w/o = Walkover - r = Ritirato - d = Squalificato |

### Sezione 1
|  | Primo turno | Primo turno           | Primo turno           | Primo turno | Primo turno |  |  | Ultimo turno | Ultimo turno          | Ultimo turno          | Ultimo turno | Ultimo turno |  |
|  |             |                       |                       |             |             |  |  |              |                       |                       |              |              |  |
|  | 1           | Christopher O'Connell | Christopher O'Connell | 7           | 7           |  |  |              |                       |                       |              |              |  |
|  |             | Maxime Cressy         | Maxime Cressy         | 63          | 5           |  |  | 1            | Christopher O'Connell | Christopher O'Connell | 7            | 7            |  |
|  |             | Michael Mmoh          | 5                     | 6           | 3           |  |  | 7            | Thiago Seyboth Wild   | Thiago Seyboth Wild   | 64           | 64           |  |
|  | 7           | Thiago Seyboth Wild   | 7                     | 4           | 6           |  |  |              |                       |                       |              |              |  |

### Sezione 2
|  | Primo turno | Primo turno     | Primo turno | Primo turno | Primo turno |  |  | Ultimo turno | Ultimo turno    | Ultimo turno | Ultimo turno | Ultimo turno |  |
|  |             |                 |             |             |             |  |  |              |                 |              |              |              |  |
|  | Alt         | Benjamin Hassan | 6           | 5           | 7           |  |  |              |                 |              |              |              |  |
|  |             | Hamad Međedović | 2           | 7           | 63          |  |  | Alt          | Benjamin Hassan | 6            | 2            | 6            |  |
|  | Alt         | Sumit Nagal     | 6           | 1           | 63          |  |  | 6            | Dominik Koepfer | 2            | 6            | 4            |  |
|  | 6           | Dominik Koepfer | 3           | 6           | 7           |  |  |              |                 |              |              |              |  |

### Sezione 3
|  | Primo turno | Primo turno             | Primo turno             | Primo turno | Primo turno |  |  | Ultimo turno | Ultimo turno            | Ultimo turno            | Ultimo turno | Ultimo turno |  |
|  |             |                         |                         |             |             |  |  |              |                         |                         |              |              |  |
|  | 3           | Botic van de Zandschulp | Botic van de Zandschulp | 6           | 7           |  |  |              |                         |                         |              |              |  |
|  | WC          | Mika Brunold            | Mika Brunold            | 1           | 65          |  |  | 3            | Botic van de Zandschulp | Botic van de Zandschulp | 7            | 6            |  |
|  | WC          | Marc-Andrea Hüsler      | Marc-Andrea Hüsler      | 4           | 3           |  |  | 7            | Arthur Rinderknech      | Arthur Rinderknech      | 64           | 3            |  |
|  | 7           | Arthur Rinderknech      | Arthur Rinderknech      | 6           | 6           |  |  |              |                         |                         |              |              |  |

### Sezione 4
|  | Primo turno | Primo turno        | Primo turno | Primo turno | Primo turno |  |  | Ultimo turno | Ultimo turno       | Ultimo turno       | Ultimo turno | Ultimo turno |  |
|  |             |                    |             |             |             |  |  |              |                    |                    |              |              |  |
|  | 4           | Pedro Cachín       | 3           | 6           | 4           |  |  |              |                    |                    |              |              |  |
|  | WC          | Rémy Bertola       | 6           | 3           | 6           |  |  | WC           | Rémy Bertola       | Rémy Bertola       | 3            | 5            |  |
|  |             | Fabio Fognini      | 4           | 7           | 0           |  |  | 8            | Aleksandr Ševčenko | Aleksandr Ševčenko | 6            | 7            |  |
|  | 8           | Aleksandr Ševčenko | 6           | 5           | 6           |  |  |              |                    |                    |              |              |  |